# Одного разу у Німеччині
«Одного разу у Німеччині» (нім. Es war einmal in Deutschland...) — копродукційний ретро-комедійний фільм Німеччини, Бельгії та Люксембургу 2017 року, поставлений режисером Семом Гарбарскі з Моріцем Бляйбтроєм у головній ролі.

## Сюжет
Франкфурт, 1946 рік. Заповзятливий Давид Берманн (Моріц Бляйбтрой) разом зі своїми шістьма єврейськими друзями, що втекли від жахів нацистського режиму мріють емігрувати до Америки. Грошей у них немає, тому вони вирішують давати німцям те, що їм зараз найпотрібніше — постільну білизну. Шестеро оповідачів і продавців ходять від хати до хати, щоб всунути до рук домогосподарок втридорога ці ганчірки. Коли заповітна мрія ось-ось стане реальністю, минуле Давида привертає увагу безкомпромісної Сари Саймон (Антьє Трауе), представниці американських військ у Німеччині. Вона підозрює Берманна у співпраці з нацистським режимом і всіма силами намагається вивести його на чисту воду. Але навіть «залізна» жінка не в силах встояти перед його шармом…

## У ролях
| • Моріц Бляйбтрой | … | Давид Берманн  |
| • Антьє Трауе     | … | Сара Саймон    |
| • Марк Іванір     | … | Гольцманн      |
| • Тім Сейфі       | … | Файнброт       |
| • Ганс Льов       | … | Верштандіг     |
| • Анатоль Таубман | … | Франкель       |
| • Паль Мачаї      | … | Сорос          |
| • Вацлав Якоубек  | … | Краутберг      |
| • Таня Гарбарскі  | … | фрау Соня      |
| • Йоель Басман    | … | Люблінер       |
| • Джин Вернер     | … | Ельза          |
| • Гарві Фрідман   | … | Йозеф Геббельс |

## Знімальна група
- Автори сценарію — Майкл Бергманн, Сем Гарбарскі
- Режисер-постановник — Сем Гарбарскі
- Продюсер — Рошанак Берешт Неджад, Себастьєн Деллуа, Джані Тілтгес
- Асоційовані продюсери — Девід Клейкенс, Діана Елбаум, Філіпп Логі, Бернард Мішо, Алекс Вербаєр, Клод Варінго
- Лінійний продюсер — Бріджитт Кергер-Сантос
- Оператор — Віржині Сен-Мартен
- Композитор — Рено Гарсія-Фонс
- Монтаж — Петер Р. Адам
- Художник-постановник — Вероніка Сакре
- Художник з костюмів — Наталі Леборнь
- Художники-декоратори — Гернот Тендел, Тьєррі Ван Каппеллен
- Артдиректори — Артур Депре, Астрід Печке, Ральф Шрек

## Нагороди та номінації
| Список нагород та номінацій          | Список нагород та номінацій | Список нагород та номінацій      | Список нагород та номінацій | Список нагород та номінацій | Список нагород та номінацій |
| Кінофестиваль/Кінопремія             | Рік                         | Категорія                        | Номінант(и)                 | Результат                   | Дж                          |
| ------------------------------------ | --------------------------- | -------------------------------- | --------------------------- | --------------------------- | --------------------------- |
| Норвезький міжнародний кінофестиваль | 2017                        | Приз глядачів за найкращий фільм | Одного разу у Німеччині     | Перемога                    |                             |
| Міжнародний кінофестиваль RiverRun   | 2017                        | Приз «Вибір аудиторії»           | Одного разу у Німеччині     | Перемога                    |                             |
| Премія «Магрітт»                     | 02.02.2019                  | Найкраща акторка другого плану   | Таня Гарбарскі              | Номінація                   | [ 2 ] [ 3 ]                 |
| Премія «Магрітт»                     | 02.02.2019                  | Найкращий сценарій               | Сем Гарбарскі               | Номінація                   | [ 2 ] [ 3 ]                 |
| Премія «Магрітт»                     | 02.02.2019                  | Найкращі декорації               | Вероніка Сакре              | Номінація                   | [ 2 ] [ 3 ]                 |
| Премія «Магрітт»                     | 02.02.2019                  | Найкращий дизайн костюмів        | Наталі Леборнь              | Перемога                    | [ 2 ] [ 3 ]                 |